# تلمبه سیاه چهره و شرکا
تلمبه سیاه چهره و شرکا یک منطقهٔ مسکونی در ایران است که در دهستان درزوسایبان واقع شده‌است. تلمبه سیاه چهره و شرکا ۶۸ نفر جمعیت دارد.